# Isaac Shelby
Isaac Shelby (11. december 1750–18. julij 1826) je bil ameriški politik in vojaški častnik, ki je bil prvi in peti guverner Kentuckyja in je služil v državnih zakonodajnih telesih Virginije in Severne Karoline. Boril se je tudi v vojni lorda Dunmora, ameriški osamosvojitveni vojni in vojni leta 1812. Med guvernerstvom je vodil milico Kentuckyja v bitki na Temzi, dejanje, ki je bilo nagrajeno z zlato medaljo kongresa. V njegovo čast so poimenovana okrožja v devetih zveznih državah ter več mest in vojaških oporišč. Verjame se, da je njegova naklonjenost pesmi Johna Dickinsona (delegat) "Pesem svobode" razlog, da je Kentucky sprejel državni moto "Združeni stojimo, razdeljeni pademo".
Isaac Shelby se je začel z vojaško službo, ko je služil kot namestnik svojega očeta v bitki pri Point Pleasantu, edini večji bitki v vojni lorda Dunmora. Pridobil si je sloves strokovnjaka za gozd in geodeta ter zgodnji del revolucionarne vojne preživel z zbiranjem zalog za kontinentalno vojsko. Kasneje v vojni sta z Johnom Sevierjem vodila odprave čez Apalaško gorovje proti silam britanskim v Severni Karolini. Imel je ključno vlogo pri britanskem porazu v bitki pri Kings Mountain. Za svoje služenje je Shelby prejel slovesni meč in par pištol od zakonodajnega telesa Severne Karoline, vzdevek "Old Kings Mountain" pa ga je spremljal do konca življenja.
Po vojni se je Isaac Shelby zaradi vojaške službe preselil v Kentucky na zemljišča, ki so mu bila dodeljena in se vključil v prehod Kentuckyja iz okrožja Virginije v ločeno zvezno državo ZDA. Njegovo junaštvo ga je naredilo priljubljenega med državljani zvezne države, volilni zbor Kentuckyja pa ga je leta 1792 soglasno izvolil za guvernerja. Zavaroval je Kentucky pred napadi ameriških staroselcev v Združenih državah Amerike in organiziral njegovo prvo vlado. Izkoristil je afero Edmond-Charles Genêt, da je prepričal washingtonsko administracijo, da sklene sporazum s Španskim imperijem o prosti trgovini na reki Mississippi.
Ob koncu svojega guvernerskega mandata se je Isaac Shelby umaknil iz javnega življenja, a ga je bližajoča se vojna leta 1812 poklicala nazaj v politiko. Prebivalci Kentuckyja so Shelbyja spodbudili, naj ponovno kandidira za guvernerja in jih vodi skozi pričakovani konflikt. Z lahkoto je bil izvoljen in je na prošnjo generala Williama Henryja Harrisona poveljeval četam iz Kentuckyja v bitki za Temzo. Po vojni je zavrnil ponudbo predsednika Jamesa Monroeja, da bi postal ameriški vojni minister. V svojem zadnjem dejanju javne službe sta Shelby in Andrew Jackson delovala kot komisarja pri pogajanjih o nakupu Jacksona (zgodovinska regija ZDA) od indijanskega plemena Chickasaw. Isaac Shelby je umrl na svojem posestvu v okrožju Lincoln v Kentuckyju 18. julija 1826.